# Андрус Вярнік
Андрус Вярнік (ест. Andrus Värnik; нар. 27 вересня 1977) — естонський легкоатлет, який спеціалізувався на метанні списа.

## Спортивні досягнення
Фіналіст (6-е місце) олімпійських змагань з метання списа (2004). Учасник олімпійських змагань з метання списа на Іграх в Сіднеї (2000), на яких не зміг подолати кваліфікаційний раунд.
Чемпіон світу з метання списа (2005). Срібний призер чемпіонату світу з метання списа (2003). Учасник змагань з метання списа чемпіонаті світу в Осаці (2007), на яких не зміг подолати кваліфікаційний раунд.
Чемпіон Естонії з метання списа (1999, 2000, 2003, 2004, 2005, 2006).